# HD 102117
HD 102117 или Аклэн\/ˈʌklən/ — звезда седьмой звёздной величины, жёлтый карлик спектрального класса G6V в созвездии Центавра на расстоянии около 130 световых лет от Земли. Вокруг звезды обращается, как минимум, одна экзопланета называемая Лэклсалэн/lɛkəlsʌlən/.

## Наименование
Звезде и планете были присвоены имена в ходе кампании IAU NameExoWorlds 2019. Аклэн означает "мы", а Лэклсалэн переводится как "ребёнок" или "дети" с питкернского языка.

## Планета
| Планета | Масса (MJ)      | Радиус (RJ) | Период обращения (дней) | Большая полуось орбиты(а.е.) | Эксцентриситет орбиты |
| ------- | --------------- | ----------- | ----------------------- | ---------------------------- | --------------------- |
| b       | > 0,172 ± 0,020 | ?           | 20,8133 ± 0,0064        | 0,1532 ± 0,0088              | 0,121 ± 0,082         |